# Gaucho argentin
Agriornis micropterus
Espèce
Synonymes
- Agriornis microptera

Statut de conservation UICN

 LC  : Préoccupation mineure
Le Gaucho argentin (Agriornis micropterus) est une espèce de passereau placée dans la famille des Tyrannidae.

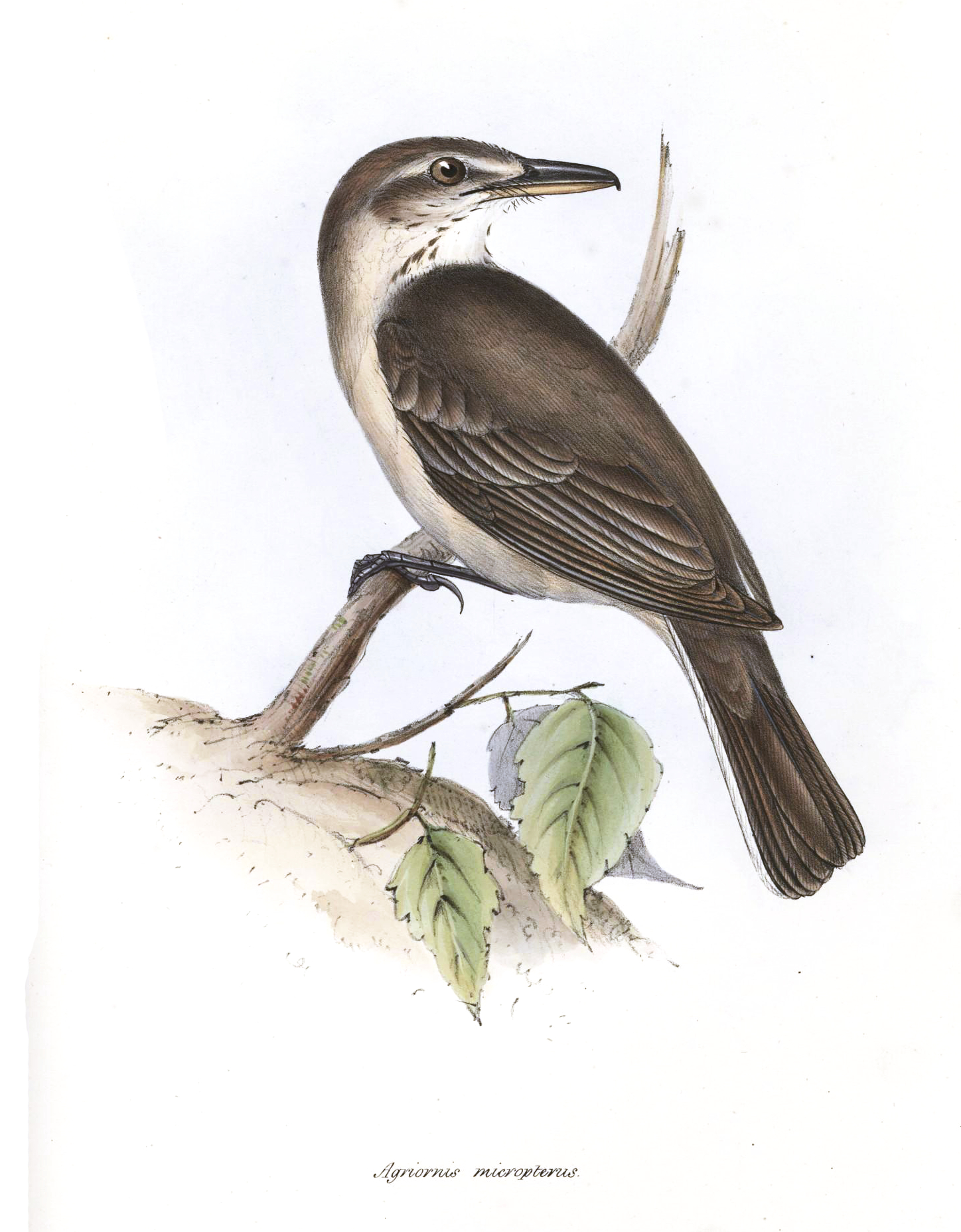

## Sous-espèces
- Agriornis micropterus andecola (d'Orbigny, 1840) : la puna ;
- Agriornis micropterus micropterus : est de la Patagonie ; hiverne dans le nord de l'Argentine[1].